# Brian Heaney
Brian Patrick Heaney (New York, 3 settembre 1946) è un ex cestista e allenatore di pallacanestro statunitense naturalizzato canadese, professionista nella NBA.

## Carriera
Venne selezionato dai Baltimore Bullets al diciannovesimo giro del Draft NBA 1969 (215ª scelta assoluta).
Da allenatore guidò il Canada ai Campionati mondiali del 1975 e ai Giochi olimpici di Montréal 1976.